# Acriaster
Acriaster is een geslacht van uitgestorven zee-egels uit de familie Archiaciidae. Vertegenwoordigers van dit geslacht zijn slechts als fossiel bekend.